# Let It Rain
A Let It Rain című dal az angol East 17 nevű fiúcsapat 4. kimásolt kislemeze a Steam című albumról. A dal mérsékelt siker volt, csupán Izraelben és Litvániában volt 1. helyezett. Top 10-es sláger volt az Egyesült Királyságban, Top 20-as sláger volt Hollandiában, Norvégiában, Ausztráliában és Írországban.

## Megjelenések
CD Maxi Single (Special Remix CD)  London Records – INT 857 995.2
1. Let It Rain (Thunder Radio Edit) - 3:33
2. Let It Rain (P & C Black Clouds Vocal Remix) - 7:08 Producer [Additional], Remix – Craig Daniel Yefet, Paul Newman, Remix – P & C*
3. Let It Rain (Part One Low Pressure Remix) - 6:50 Remix – Eric Powell

1. Let It Rain (P & C Black Clouds Hard Mix) - 7:27 Producer [Additional], Remix – Craig Daniel Yefet, Paul Newman, Remix – P & C

## Slágerlista
| Slágerlista (1995)                           | Legjobb helyezések |
| -------------------------------------------- | ------------------ |
| Ausztrália (ARIA)                            | 12                 |
| Belgium (Ultratop Wallonia)                  | 31                 |
| Kanada (RPM)                                 | 79                 |
| Dánia (Tracklisten)                          | 10                 |
| Finnország (Suomen virallinen lista)         | 10                 |
| Franciaország (SNEP)                         | 21                 |
| Németország (Media Control AG)               | 26                 |
| Izland (Tonlist)                             | 32                 |
| Írország (IRMA)                              | 5                  |
| Izrael (Media Forest)                        | 1                  |
| Olaszország (FIMI)                           | 15                 |
| Litvánia (EHR)                               | 1                  |
| Hollandia (Single Top 100)                   | 16                 |
| Norvégia (VG-lista)                          | 18                 |
| Skócia (Official Charts Company)             | 11                 |
| Svédország (Sverigetopplistan)               | 33                 |
| Svájc (Schweizer Hitparade)                  | 25                 |
| Egyesült Királyság (Official Charts Company) | 10                 |

## Közreműködő előadók
- Hangmérnök – Dillon Gallagher, Phil Harding
- Management – Massive Management
- Mix – Phil Harding And Ian Curnow, Rob Kean
- Fényképezte – Lawrence Watson
- Producer – Phil Harding And Ian Curnow*, Rob Kean
- Írta – Harding/Curnow, Kean, Mortimer